# 陳裖荃
陳裖荃（Tan Aik Quan，1990年10月27日—），本名陳毅權（2014年改名），馬來西亞男子羽毛球运动员。

## 簡歷
2011年11月，陳毅權與賴沛君出戰馬來西亞國際挑戰賽，在混雙決賽以2比0（21-18、21-17）擊敗印尼組合，奪得生涯首個國際賽冠軍。
2012年8月，陳毅權與賴沛君在越南大獎賽的混合雙打決賽中，以0比2（21-23、18-21）不敵印尼的马尔基斯·基多/皮娅·泽巴迪娅·贝尔纳德特，屈居亞軍。
2013年8月，陳毅權參加中國廣州舉行的世界羽毛球錦標賽，與賴沛君出戰混合雙打項目，在首圈就以0比2（19-21、7-21）負於中國的陶嘉明/汤金华出局。在首局比賽戰至20-20時，因計分板失靈及裁判計分失誤，記錄卻維持在19-20；大馬領隊陳錦興及主教練陳金和馬上提出抗議，但是大會裁判長維持新西蘭籍裁判的計分。結果，陳毅權自己發球丟分，以19-21丟失首局；至次局，二人的情緒亦受波動，致迅速落敗。

### 2015年世锦赛
2015年8月，陳裖荃參加印尼雅加达舉行的世界羽毛球錦標賽，他和賴沛君出戰混合双打項目。他與賴沛君出戰，故在首圈以（21-15）先拿下第一局，随后第二局（15-21）被对手俄罗斯的维塔利·杜尔金 /尼娜·维斯洛娃逆转，比赛进行第三局时，当（2-3）的分数下，对方的男选手在中途因伤退出了比赛。但在次圈以0比2（14-21、7-21）不敌中国的鲁恺 /黄雅琼，32强止步。

## 主要比賽成績
只列出曾進入準決賽的國際賽事成績：
| 年份   | 賽事                     | 公開賽級別 | 項目     | 搭檔   | 成績   |
| ------ | ------------------------ | ---------- | -------- | ------ | ------ |
| 2008年 | 亚洲青年羽毛球錦標賽     | 其他       | 混合團體 | －     | 季軍   |
| 2011年 | 新加坡羽毛球國際系列賽   | 國際系列賽 | 混合雙打 | 賴沛君 | 準決賽 |
| 2011年 | 越南羽毛球大獎賽         | 大獎賽     | 混合雙打 | 賴沛君 | 準決賽 |
| 2011年 | 馬來西亞羽毛球國際挑戰賽 | 國際挑戰賽 | 混合雙打 | 賴沛君 | 冠軍   |
| 2012年 | 越南羽毛球大獎賽         | 大獎賽     | 混合雙打 | 賴沛君 | 亞軍   |
| 2013年 | 馬來西亞羽毛球黃金大獎賽 | 黃金大獎賽 | 混合雙打 | 賴沛君 | 亞軍   |
| 2014年 | 中國羽毛球大師賽         | 黃金大獎賽 | 混合雙打 | 林芸如 | 準決賽 |
| 2015年 | 東南亞運動會羽毛球比賽   | 其他       | 男子團體 | －     | 銅牌   |

| 2007-2017年 | 首要超級賽 | 超級賽 | 黃金大獎賽 | 大獎賽 | 國際挑戰賽 | 國際系列賽 | 未來系列賽 | 其他 |

| 2018-2026年 | 總決賽 | 超級1000賽 | 超級750賽 | 超級500賽 | 超級300賽 | 超級100賽 | 國際挑戰賽 | 國際系列賽 | 未來系列賽 | 其他 |

### 奧運會和世錦賽參賽紀錄
|          | 搭檔   | 2013 | 2014 | 2015 |
| -------- | ------ | ---- | ---- | ---- |
| 混合雙打 | 賴沛君 | 48強 | 32強 | 32強 |